# Festival Internacional de Filmes Católicos
O Festival Internacional de Filmes Católicos Mirabile Dictu (em inglês: International Catholic Film Festival), é um festival de cinema independente concebido e criado, em 2010, pela produtora e diretora de cinema Liana Marabini e patrocinado pelo Pontifício Conselho para a Cultura (em latim: Pontificium Consilium de Cultura).
O festival conta com seis categorias (melhor filme, melhor documentário, melhor curta-metragem, melhor atriz/ator protagonista, melhor diretor, e o Capax Dei Foundation Award, além do prêmio de carreira), e tem por prêmio o Peixe de Prata (em italiano: Il Pesce d’Argento), que foi inspirado no Ichthys, um dos primeiros símbolos cristãos.
O festival Mirabile Dictu (Maravilhas para compartilhar, em latim) ocorre anualmente no Vaticano, e vem sendo chamado de o Óscar do cinema religioso. Geralmente, mais de 1.600 filmes de 120 países são pré-selecionados para concorrer.

## Premiação
| Ano  | Melhor Filme                              | Melhor Documentário                   | Melhor Curta-metragem    | Melhor Ator/Atriz                                            | Melhor Diretor                                             | Capax Dei Foundation Award                                      | Prêmio de Carreira       |
| ---- | ----------------------------------------- | ------------------------------------- | ------------------------ | ------------------------------------------------------------ | ---------------------------------------------------------- | --------------------------------------------------------------- | ------------------------ |
| 2010 | Désobéir                                  | Veilleurs dans la nuit                | The Butterfly Circus     |                                                              | Paul Brady por Janey Mary                                  |                                                                 |                          |
| 2011 | Duns Scoto                                | La última cima                        | Kavi                     | Adriano Braidotti por Duns Scoto                             | José Luis Gutierrez por Marcelino pão e vinho (refilmagem) |                                                                 | Remo Girone              |
| 2012 | The War of the Vendée                     | Cercando le 7 chiavi di Antonio Gaudí | On the Road to Tel Aviv  | Andy García por Greater Glory, The True Story of Cristiada - | Inmaculada Hoces por Una Canción                           | Hay mucha gente buena                                           | Robert Hossein           |
| 2013 | Noëlle                                    | 7 ans de conviction                   | Pour l’amour de l’Amour  | Katia Miran por Je m’appelle Bernadette                      | David Wall por Noëlle                                      | In Her Footsteps: The Story of Kateri Tekakwitha                | Marie-Christine Barrault |
| 2014 | Un Dios prohibido                         | Voyage au coeur du Vatican            | Cercavo qualcos’altro    | Juliet Stevenson por The Letters                             | William Riead por The Letters                              | Catholicism (série) e L’Apôtre                                  |                          |
| 2015 | Felices los que lloran                    | Right Footed                          | In my Brother’s Shoes    | Juan del Santo por Flow                                      | Marcelo Torcida por Felices los que lloran                 | La Madonna del parto                                            |                          |
| 2016 | Poveda                                    | A Life is Never Wasted                | The Confession           |                                                              | Peter Schreiner por Lampedusa                              | Kateri                                                          | Bibi Ballandi            |
| 2017 | Ignacio de Loyola: Soldier, Sinner, Saint | A Man of God                          | Come and see             |                                                              | Pablo Moreno por Luz de Soledad                            | Syllabes Divines, Mystère sur la Prophétie de Jérémie           | Claudio Scimone          |
| 2018 | Pane dal cielo                            | The Black Madonna                     | Conversación             |                                                              | Giovanni Bedeschi por Pane dal cielo                       | Benedict, in honor of the Truth                                 |                          |
| 2019 | Otto Neururer, Hope Through Darkness      | J.R.R. Tolkien. An Unexpected Friend  | Faces                    |                                                              | Derick Cabrido por Clarita                                 | Joseph Freinademetz, The First Saint to Ever Serve in Hong Kong |                          |
| 2020 | The Day of Wrath                          | I have a name                         | Medjugorje Land of Faith |                                                              | Antonio Olivié por John Paul II is Still Alive             | Formation                                                       |                          |